# Mirko Conte
Pour les articles homonymes, voir Conte (homonymie).
Mirko Conte (né le 12 août 1974 à Tradate, dans la province de Varèse, en Lombardie) est un footballeur italien, jouant au poste de défenseur.

## Biographie
Mirko Conte a reçu une sélection en équipe d'Italie espoirs lors de l'année 1994.
Il a principalement joué avec des clubs italiens de Serie A et de Serie B.